# Skipped Parts
Skipped Parts (noto come The Wonder Of Sex nel Regno Unito) è un film del 2000 diretto da Tamra Davis, con protagonista una allora quattordicenne Mischa Barton.

## Trama
Nel 1963, la liberale Lydia Callahan vive con il figlio quattordicenne in Carolina del Nord, dove suo padre Caspar concorre per la carica di governatore. Quest'ultimo, per evitare di essere da loro intralciato durante la campagna elettorale, bandisce la figlia e il nipote dal Carolina del Nord. I due si trasferiscono dunque nel Wyoming: qui Lydia continua a condurre una vita alla ricerca del divertimento.
Ben presto Sam si rende conto di essere uno dei soli due studenti a saper leggere nella sua nuova scuola: l'altro è Maurey, ragazza sua coetanea appassionata di cavalli e interessata a saperne di più sul sesso. Maurey propone dunque a Sam di affrontare insieme l'argomento: i due iniziano quindi un percorso alla scoperta della propria sessualità. Dapprima Maurey masturba il ragazzo, poi i due hanno un rapporto sessuale, dal quale la ragazza rimane incinta.
Maurey, inizialmente intenzionata ad abortire, si trasferisce, dopo essere stata cacciata dal padre, a casa di Sam e Lydia, la quale nel frattempo si è fidanzata con Hank, un nativo americano.
Grazie all'aiuto di Sam, Maurey si decide a far nascere la bambina, che chiama Shannon. A questo punto Caspar minaccia Lydia di non mantenerla più economicamente, a meno che lei non lasci Hank e mandi Sam in una scuola militare. Ma la donna decide di rimanere a vivere con Hank, Sam, Maurey e Shannon, dopo essersi trovata un impiego come cameriera.
Il film si conclude con la fine del flashback di Sam, con accanto la figlia neonata.
Durante tutto il film Sam ha ripetute fantasie erotiche con protagonista una ragazza immaginaria, interpretata da Drew Barrymore.

## Divieti
Negli USA il film è stato vietato ai minori di 17 anni a causa del linguaggio forte e delle scene di nudo.